# شکاف بوردکین
شکاف بوردکین (انگلیسی: Burdekin Gap) که به نام رودخانه بوردکین نامگذاری شده است، یک ویژگی جغرافیای زیستی در کوئینزلند، شمال شرقی استرالیا است که جمعیت ماهی‌های آب شیرین و دیگر حیوانات خشکی وابسته به آب، مانند سقنقور پوست ظریف (Lampropholis delicata) را با راهرویی از هم جدا می‌کند. زیستگاه گرم و خشک که به عنوان مانعی برای تبادل ژنتیکی عمل می‌کند. پرندگان، به جز پرندگانی که وابسته به جنگل‌های بارانی هستند، احتمال بیشتری دارد که در سراسر شکاف بوردکین به تدریج جمعیت شان کم شود.